# 비계 덩어리

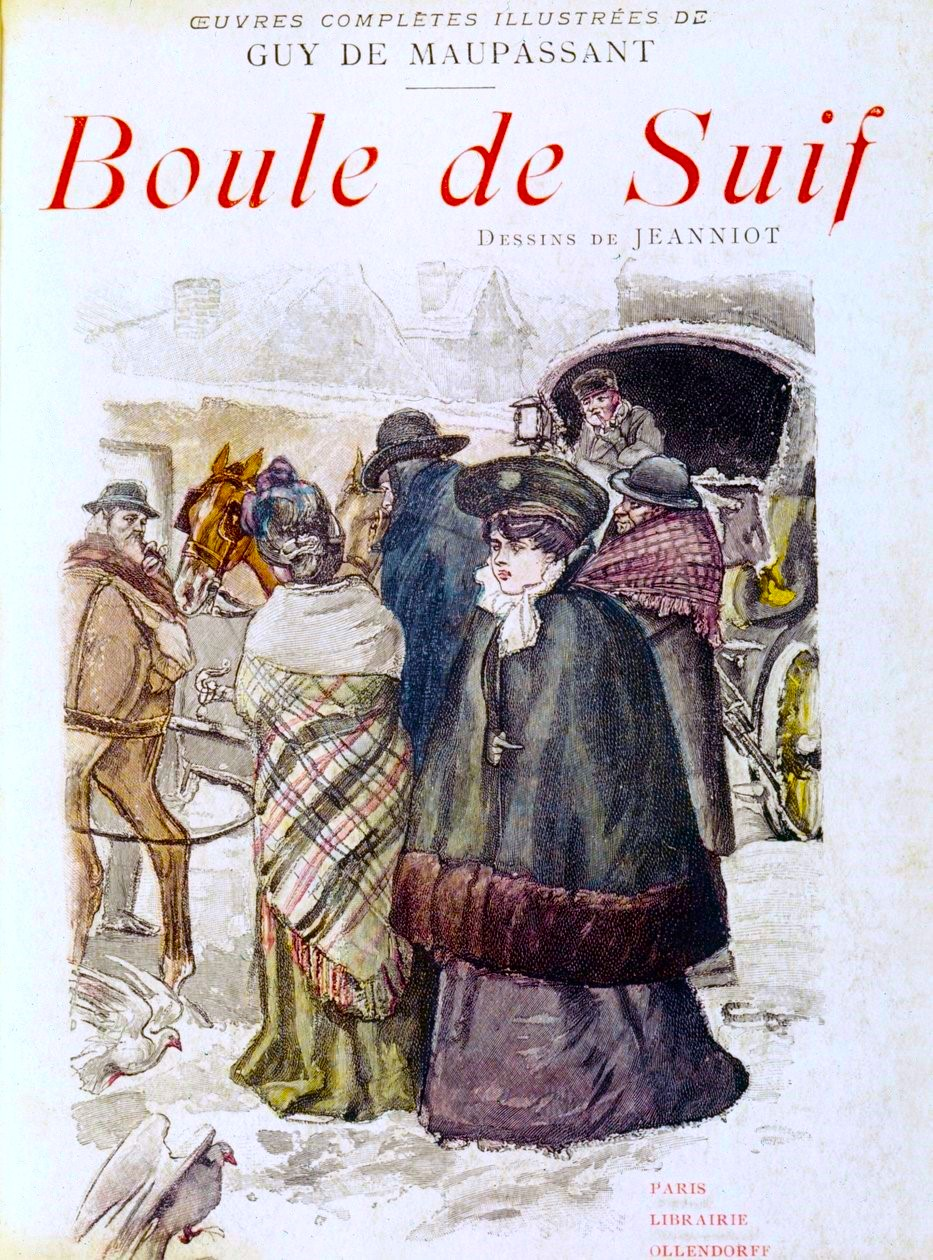
비계 덩어리의 한 에디션의 앞면 그림

《비계 덩어리》(Boule de Suif)는 19세기 말 프랑스의 작가 기 드 모파상의 중편소설이다. 첫 판은 1880년 4월 15/16일에 출간되었다.
프로이센군(軍) 점령하의 루앙에서 출발한 마차 안에서 ‘비계 덩어리’라고 별명이 붙은 창부가 적의 장교로부터 몸을 요구받고 동행의 백작 설득으로 겨우 그들의 뜻을 좇아 일행을 구하지만 오히려 일행으로부터 모멸의 시선을 받는다. 그녀를 유혹하지 못했던 일행 중의 한 사람이 홧김에 혁명가를 계속 부르는데 창부의 흐느낌을 싣고 마차는 달려간다. 욕망에 대한 통렬한 비웃음을 온갖 사람들에게 집어던진 이 한편은 그의 자연주의 문학의 시발점이 되었다.